# Coronie
Coronie je jedan od deset okruga u Surinamu. 

## Zemljopis
Okrug se nalazi u sjeverozapadnom dijelu zemlje, prostire se na 3.902 km2.  Susjedni surinamski okruzi su Saramacca na istoku, Sipaliwini na jugu te Nickerie na zapadu. Središte okruga je naselje Totness, ostala veća naselja su Corneliskondre, Friendship i Jenny.

## Demografija
Prema podacima iz 2012. godine u okrugu živi 3.391 stanovnik, dok je prosječna gustoća naseljenosti 0,87 stanovnika na km².

## Administrativna podjela
Okrug je podjeljen na tri općine (nizozemski: resort) .
| Općina        | Površina km² | Gustoća stan./km² | Stanovništvo (2004.) |
| ------------- | ------------ | ----------------- | -------------------- |
| Welgelegen    | 2,143        | 0.3               | 605                  |
| Totness       | 173          | 9.7               | 1,684                |
| Johanna Maria | 1,586        | 0.4               | 598                  |

## Vanjske poveznice
- Informacije o okrugu Coronie